# 博厚镇
博厚镇，是中华人民共和国海南省临高县下辖的一个乡镇级行政单位。

## 行政区划
博厚镇下辖以下地区：
博厚社区、马袅社区、抱珍村、武新村、美所村、南贤村、博西村、博北村、龙干村、头国村、加六村、红牌村、得禄村、五尧村、头稍村、和丰村、道灶村、昌富村、亲贤村、洋大村、乐豪村、大雅村和林场村。

## 交通
- 海南西环高速铁路：临高南站